# Benoît Vitkine
Pour les articles homonymes, voir Vitkine.
Benoît Vitkine est un journaliste français né en 1983. Il est spécialiste des pays de l’ex-URSS et de l’Europe de l'Est au journal Le Monde, lauréat du prix Albert-Londres de la presse écrite en 2019.

## Biographie
Correspondant à Moscou, il est parti en reportage en Ukraine et au Donbass à partir d'avril 2014. Depuis 2014, il a publié plus d'une centaine de reportages sur l'Ukraine. Ses reportages dans le Donbass, font la chronique de la guerre, du côté contrôlé par la Russie comme du côté contrôlé par l'Ukraine.

## Distinctions
- 2019 : Prix Albert-Londres de la presse écrite, pour une série de six enquêtes autour de l'influence russe notamment avec la guerre du Donbass[5],[6].
- 2020 : Prix Senghor 2020 du premier roman francophone et francophile pour Donbass.
- 2021 : Prix des Lecteurs (Livre de Poche), sélection 2021 pour Donbass.
- 2022 : Prix Chadourne pour Les Loups

## Œuvres
- 2011 : Les Nachi, ou la construction d'une "jeunesse du pouvoir" russe, Univ Européenne  (ISBN 9786131574375)
- 2020 : Donbass, Les Arènes  (ISBN 9791037500595)
- 2022 : Les Loups, Les Arènes, 318 p.  (ISBN 979-10-37505804) Sélection Grand prix de littérature policière 2022[7]
- 2024 ; L'Enclave, Les Arènes, 2024